# Chutikan Jongkolrattanawattana
Chutikan Jongkolrattanawattana (10 de enero de 2003) es una deportista tailandesa que compite en taekwondo. Ganó una medalla de bronce en los Juegos Asiáticos de 2022 y una medalla de plata en el Campeonato Asiático de Taekwondo de 2024.

## Palmarés internacional
| Juegos Asiáticos    | Juegos Asiáticos  | Juegos Asiáticos  | Juegos Asiáticos |
| Año                 | Lugar             | Medalla           | Categoría        |
| ------------------- | ----------------- | ----------------- | ---------------- |
| 2022                | Hangzhou (China)  | Medalla de bronce | –53 kg           |
| Campeonato Asiático |                   |                   |                  |
| Año                 | Lugar             | Medalla           | Categoría        |
| 2024                | Đà Nẵng (Vietnam) | Medalla de plata  | –53 kg           |